# 黑木瞳
黑木瞳（日语：／ Kuroki Hitomi，1960年10月5日—），本名伊知地昭子（旧姓：江上），日本女演員。

## 简历
1960年10月5日，黑木瞳生于日本福冈县黑木町〈現為八女市〉，本名为江上昭子。高中时代就参加话剧社；喜欢写作，曾出版诗集《长袖之秋》、《夜这青空》。后来在看了宝塚歌剧团舞台劇《凡尔赛玫瑰》的福冈公演后，便毅然进入宝塚音乐学校，取艺名为黑木瞳。
1981年4月，加入宝塚歌剧团，第一次演出的剧目是《宝塚春之舞台》。翌年以寶塚歌劇團史上最快的速度晉升為月组首席娘役。1985年卒業离团。1986年10月，演出个人的第一部连续剧《都の风》與第一部电影《化身》。在获得“日本奥斯卡金像奖新人”之后，在电影、舞台、电视、广播、歌唱等领域活跃。1997年，因扮演电影《失樂園》女主角造成话题，并获得日本電影金像獎最佳女主角獎。
2015年，初次執導電影《嫌な女》。

## 人物
- 與黑木同鄉的小說家五木寬之為其改下「黑木瞳」的藝名，姓氏來源於黑木本人的出身地福岡縣黑木町，名字則源於五木自己喜愛的俄羅斯民謠[2]。

## 演出作品

### 电影
- 1997年《失樂園》
- 1997年《學校怪談3》
- 1998年《感官新世界》
- 2002年《千里眼》
- 2002年《鬼水怪談》
- 2003年《逝去的約定》
- 2005年《東京鐵塔》
- 2007年《魍魎之匣》
- 2008年《20世紀少年》系列電影
- 2012年《搖滾家政婦》
- 2014年《太平輪》
- 2017年《肉體之門》
- 2018年《退而不休》
- 2024年《青春18×2 通往有你的旅程》

### 動畫電影
- 麵包超人：螺旋與蘿拉 浮雲城的秘密（2002年） - 飾演 蘿拉公主
- 回憶中的瑪妮（2014年7月19日） - 飾演 久子
- 凡爾賽玫瑰（2025年1月31日） - 旁白[3]

### 电视
- 《八代將軍吉宗》
- 《1998 その男の恐怖》
- 《菜鸟警探》
- 《恶灵贞子》
- 《怕老婆俱乐部》
- 《爱情梦幻》
- 《顽固老爹》
- 《黄金保龄球》
- 《夢想飛行Good Luck》
- 《好久沒戀愛》
- 《透明人間》
- 《鹿鳴館》
- 《魔女的條件》
- 《媽媽排球隊》
- 《白色巨塔》
- 《戀上芭蕾》
- 《時尚女王》
- 《同窗會》
- 《夫妇》
- 《推定有罪》
- 《GTO麻辣教師》
- 《上鎖的房間特別篇》
- 《婆媳誰怕誰》
- 《LINK》
- 《軍師官兵衛》- 寧寧夫人
- 《某某妻》
- 《就活家族～一定會順利的～》
- 《過度保護的加穗子》
- 《黃昏流星群》
- 《潘朵拉IV AI戰爭》
- 《駐在刑警》
- 《我只是想說喜歡你》
- 《落日》

## 執導作品
- 《嫌な女》

## 書
- 詩集《長袖之秋》
- 《夜這青空》

## 獎項
| 年份   | 大賞                              | 獎項             | 作品         |
| ------ | --------------------------------- | ---------------- | ------------ |
| 1987年 | 第10回日本電影金像獎              | 新人俳優賞       | 化身         |
| 1997年 | 第21回日本電影金像獎              | 最優秀主演女優賞 | 失樂園       |
| 1997年 | 第10回日刊體育電影大獎            | 主演女優賞       | 失樂園       |
| 1997年 | 第22回報知電影獎                  | 最優秀主演女優賞 | 失樂園       |
| 2001年 | 第10回日本電影影評人大獎          | 女優賞           | 破線のマリス |
| 2001年 | 第8回E-ライン・ビューティフル大賞 |                  |              |
| 2002年 | 第7回亞洲電視大獎                 | 優秀演技賞       | 黃金保齡球   |

## 類似藝人
- 趙雅芝
- 陳美鳳